# 에콰도르
에콰도르 공화국(스페인어: República del Ecuador 레푸블리카 델 에콰도르[*]), 영어: Republic of Ecuador, 줄여서 에콰도르(스페인어: Ecuador, 문화어: 에꽈도르)는 남미 북서부에 있는 나라이다. 북으로는 콜롬비아, 남으로는 페루와 접경해 있다. 에콰도르는 스페인어로 "적도"라는 뜻이다. 본토에서 약 965km 떨어진 태평양의 갈라파고스 제도를 포함한다.
남아메리카에서 칠레와 함께 브라질과 국경이 맞닿지 않은 나라 가운데 하나이다. 수도는 키토이고 최대 도시는 과야킬이다.

## 역사
본래 다양한 원주민족이 살던 곳으로 15세기경 잉카 제국에 편입되기 시작했으나 16세기 아메리카 대륙으로 진출한 스페인 제국의 식민지가 되었다. 1820년 그란 콜롬비아의 일부로서 독립했으며 1830년에는 다시 그란 콜롬비아로부터 독립하였다. 과거 두 제국의 유산으로 인구의 약 70% 이상은 메스티소 즉 백인-원주민 혼혈이고 이외에 원주민, 백인, 흑인 등 다양한 인종의 인구도 거주하고 있다.

## 자연 환경

### 지리
에콰도르는 지리상 본토 세 지역과 태평양의 도서 지역이 있다.
- 해안(La Costa): 에콰도르의 서부 저지와 태평양 해안 지역.
- 산지(La Sierra): 에콰도르 중부에 남북으로 뻗어있는 안데스 고산 지대.
- 아마(La Amazonia, 또는 El Oriente): 에콰도르 동부의 아마존 우림 지역으로, 국토의 절반에 이르나 거주 인구는 총 인구의 5%도 안 된다.
- 도서 지역(Región Insular): 갈라파고스 제도로 에콰도르 본토에서 태평양으로 약 965km 떨어져있다.

에콰도르의 수도인 키토는 산지인 피친차주에 있다. 전국 최대 도시는 과야스주에 소재한 과야킬이다. 키토의 바로 남측에 소재한 코토팍시산은 세계적으로 매우 높은 활화산이다. 지구는 완벽한 구(球)가 아니라 달걀 모양처럼 적도 지역이 약간 부푼 형태이므로, 해발 6,263m인 침보라소산 꼭대기는 지구 핵 중심에서 가장 멀리 떨어진 지표 지점이다.

### 기후
에콰도르는 그리 큰 나라는 아니지만, 기후는 고도에 따라 다양하다. 태평양 연안은 열대 기후로 우기에 비가 많이 내린다. 안데스 고지대는 온대 기후건조하고, 안데스산맥 동쪽에 있는 아마존 분지는 열대 지대이다.

### 생물 다양성

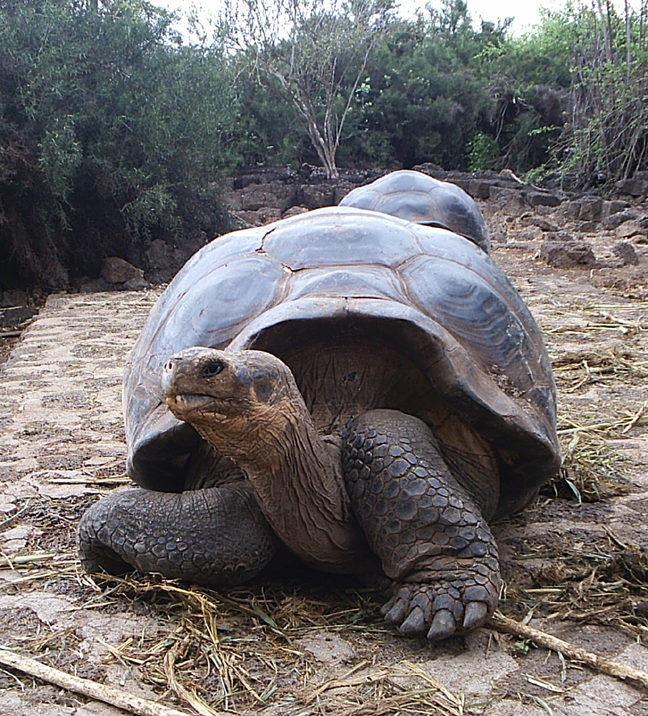
갈라파고스 거북

에콰도르는 세계에서 생물 다양성이 풍부한 17개국 중 한곳이다. 대륙 지역에는 세계 조류 종 중 15%인 1,600여 종이 서식하고 갈라파고스 제도에는 고유종 38종 이상이 산다. 식물 25,000종이 있고 에콰도르에는 파충류 106종, 양서류 138종, 나비 6,000종이 있다. 갈라파고스 제도는 독특한 동물군으로 유명한데 다윈 진화론이 탄생한 곳이고 유네스코가 세계문화유산으로 지정한 곳이다. 유네스코가 지정했는데도 부정적 환경 효과로 위험에 처한 갈라파고스의 이국(異國)스러운 생태계를 위협하고 아마존 열대 우림의 석유 채굴로 폐수·가스·원유 수십억 갤런이 이곳 생태계를 오염시키고 토착 주민의 건강을 위협한다.

## 정치
에콰도르는 대통령제 대의 민주주의 공화국이고 대통령은 행정부 수반이자 국가 원수이고 다당제를 채택한다. 행정부는 삼권분립에 입각해 구성되어 행정, 입법, 사법이 분리된다. 에콰도르 헌법에 따라 대통령, 부통령, 의회 의원은 4년 임기이다. 대통령은 연임되지는 않으나 중임은 가능하고 의회는 연임 가능하다. 보통선거를 실시하고 18세에서 65세 성인인 시민에 의무 투표제와 피선거권이 적용된다.
행정부에는 부처 25개가 있다. 각 주지사와 시장, 시의회 의원을 위시해 지방 공무원은 직선제로 뽑는다. 의회는 7월과 12월 휴회를 제외하고 일 년 내내 열린다.
외교 분야에서 에콰도르는 국제 문제에 여러 측면으로 하는 접근을 크게 강조한다. 에콰도르는 유엔을 비롯한 여러 국제 기구의 회원국이고 안데스 공동체, 라틴 아메리카 통합 연합, 라틴 아메리카 에너지 기구를 비롯해 여러 지역 기구에도 가입했다.

## 주민

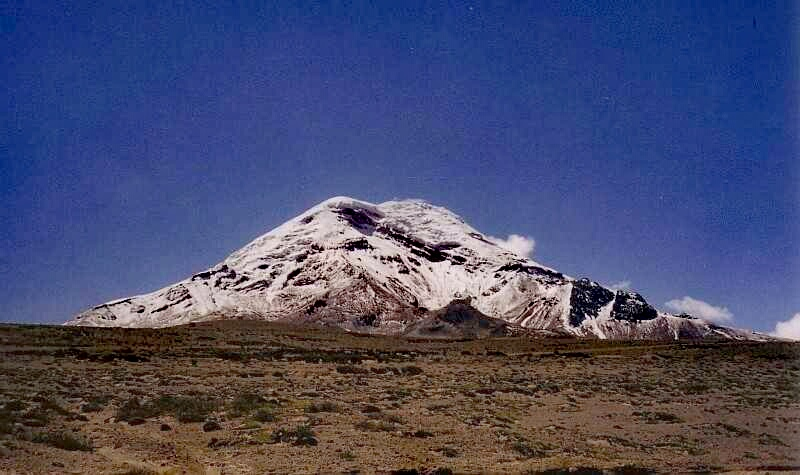
도로에서 본 침보라소 화산.

에콰도르는 인종이 다양하다. 가장 큰 인종 집단은 메스티소로 전체의 70%에 이른다. 아메리카 원주민은 약 15%이고, 주로 크리올인 백인은 약 7.4%이다. 물라토와 삼보 같은 아프리카계 에콰도르인은 주로 에스메랄다스주와 임바부라주에 거주하는데 전체 인구의 약 7.2%를 차지한다.

### 이민
에스파냐, 영국, 이탈리아 등 유럽 등지와 미국, 캐나다, 칠레, 베네수엘라, 멕시코, 일본에는 상당한 규모의 에콰도르인 공동체가 있다.
페루나 볼리비아 같은 이웃 남아메리카 나라에서 많은 사람이 더 높은 임금을 받고자 에콰도르로 이주했다. 중동이나 아시아(특히 중화인민공화국과 일본), 북아메리카, 유럽에서도 많은 이주민이 온다. 수만 명 규모 집단을 이룬, 대개 레바논, 시리아, 팔레스타인 출신인 아랍계 에콰도르인들은 상업과 산업에서 두각을 나타내는데 이 나라의 제2 도시 태평양 항구 과야킬에 많이 산다. 에콰도르에는 이탈리아인, 유대인, 아르메니아인, 그리스계 에콰도르인 소집단도 있다. 에콰도르에 거주하는 유대인은 500명도 안 되는데 대개 독일이나 이탈리아계이다. 에콰도르에는 독일어 사용자 112,000명 있고 대개 19세기 말 독일 이주민의 후예이다. 최근 에콰도르는 콜롬비아의 내전을 피해 콜롬비아 난민이 유입된다.
동아시아계 라틴인 집단은 2,500여 명인데 대부분 19세기 말 광부, 농부, 어부로 일하던 중국과 일본 이민자의 후예이다.

### 종교
에콰도르인의 95%는 로마 가톨릭 교회이고 4%는 개신교이다. 시골 지역에는 토착 신앙과 로마 가톨릭 교회가 혼합되기도 한다. 축제나 연중 행사 대부분은 종교 행사에서 나온 것으로, 온갖 의식과 상징이 혼합됐다.
에콰도르의 유대인 집단 중 키토에 사는 사람은 500여 명이나 젊은 사람들이 공부하려고 이스라엘이나 타지로 가서 돌아오지 않기에 이들의 수는 점차 감소하고 있다. 이런 공동체에는 유대인의 중심인 유대교 회당[synagogue], 컨트리 클럽, 공동묘지가 있으며, 이 사람들은 유대교, 유대 역사, 히브리어를 가르치는 아인슈타인 학교를 지원한다.
기타 정교회나 토착 종교, 이슬람, 불교, 바하이 신앙도 소수나마 있다. 1999년 과야킬에 모르몬 교회가 건설되었다.

### 인구 밀도

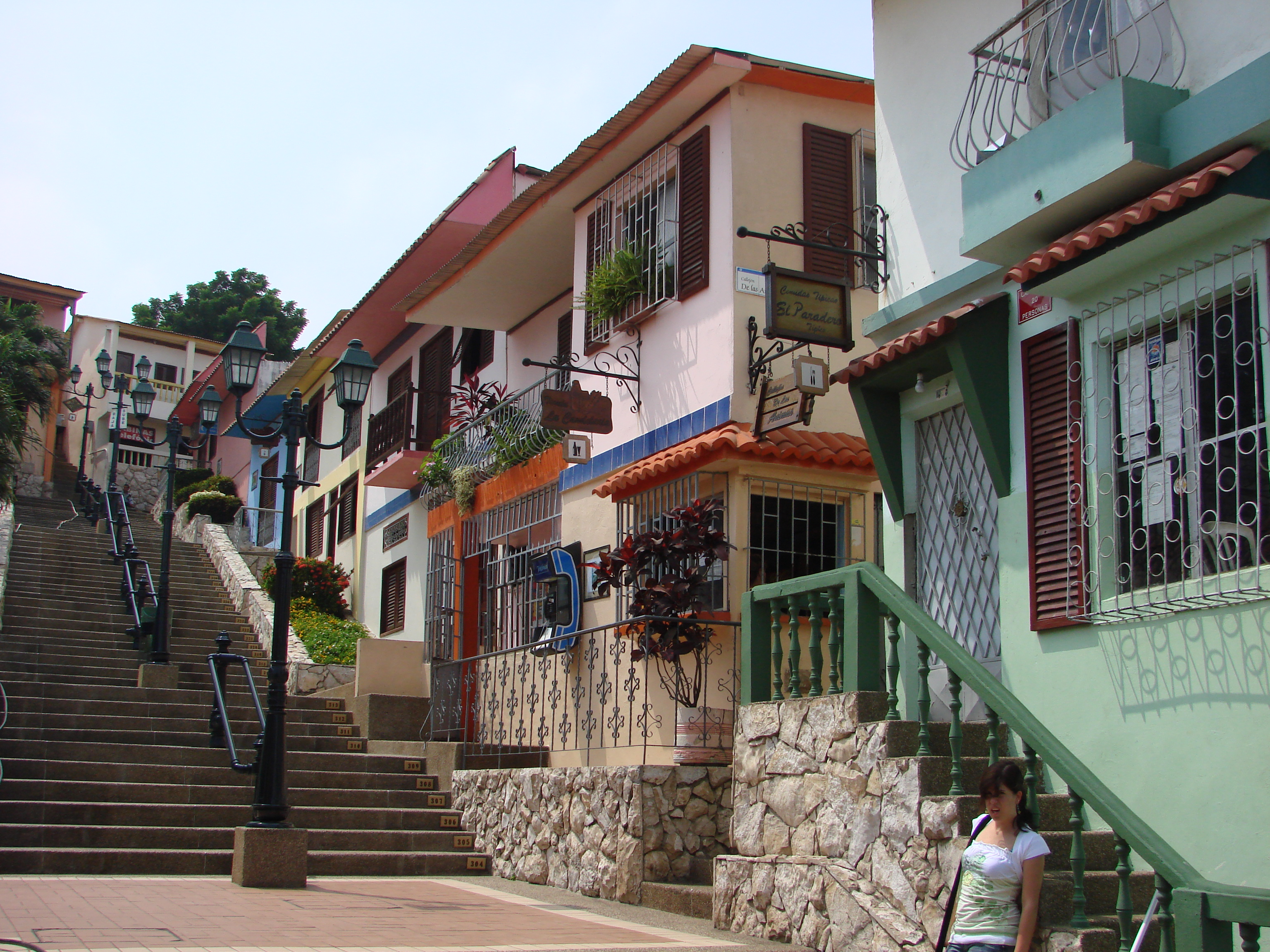
라스 페냐스 인근, 과야킬의 상징적인 장소.

대다수의 에콰도르 사람은 안데스 산맥의 중부 내륙이나 태평양 연안에 산다. 산맥 동측에 있는 열대 우림 지역(El Oriente)에는 인구 밀도가 희박하고 전체 인구의 3%만이 산다.
| 도시         | 인구      |
| ------------ | --------- |
| 과야킬       | 2,090,000 |
| 키토         | 1,482,000 |
| 쿠엥카       | 304,000   |
| 마찰라       | 217,000   |
| 산토도밍고   | 212,000   |
| 포르토비에호 | 195,000   |
| 만타         | 193,000   |
| 두란         | 184,000   |
| 암바토       | 169,000   |
| 리오밤바     | 140,000   |

## 시간
갈라파고스 제도를 제외한 에콰도르 전역은 미국 동부와 같은 시간대를 쓰지만, 미국처럼 서머타임은 사용하지 않는다.